# Nucula pseudoexigua
Nucula pseudoexigua is een tweekleppigensoort uit de familie van de Nuculidae. De wetenschappelijke naam van de soort is voor het eerst geldig gepubliceerd in 1998 door Villarroel & Stuardo.